# Carinascincus pretiosus
Niveoscincus pretiosus är en ödleart som beskrevs av  O'shaughnessy 1874. Niveoscincus pretiosus ingår i släktet Niveoscincus och familjen skinkar. Inga underarter finns listade i Catalogue of Life.